# Joseph Wilfrid Dwyer
Joseph Wilfrid Dwyer (* 12. Oktober 1869 in East Maitland, New South Wales; † 11. Oktober 1939 in Wagga Wagga, New South Wales) war ein römisch-katholischer Geistlicher und Bischof von Wagga Wagga.

## Leben
Joseph Wilfrid Dwyer wurde 1869 als Sohn des Lehrers William Dwyer und dessen Frau Anastasia (geborene Dermody) geboren. Seine Eltern stammten ursprünglich aus Kilkenny in Irland. Er war der jüngere Bruder von Patrick Vincent Dwyer.
Dwyer besuchte das St Aloysius College in Sydney und das St Patrick's College in Goulburn. 1888 ging er nach Clonliffe, Irland und 1891 an das Collegio Urbano de Propaganda Fide in Rom. Nach seiner Priesterweihe durch Kardinalvikar Lucido Maria Parocchi in Rom am 24. Mai 1894 wurde Dwyer kurzzeitig in Irland tätig, bevor er wieder nach New South Wales zurückkehrte. Dort angekommen ging er nach Goulburn und unterrichtete für zwei Jahre am St Patrick's College. Danach arbeitete er in Gundagai und Wagga Wagga, wurde Schulinspektor des Bistums und setzte seine Tätigkeit in Albury und Yass fort. Im Jahr 1912 wurde Dwyer Gemeindepfarrer in Temora.
Nachdem im Juli 1917 das Bistum Wagga Wagga aus Gebietsabtretungen des Bistums Goulburn errichtet worden war, ernannte Papst Benedikt XV. Dwyer am 14. März 1918 zum ersten Bischof des neuen Bistums. Am 13. Oktober 1918 spendete ihm der Apostolische Delegat in Australien, Erzbischof Bartolomeo Cattaneo, die Bischofsweihe. Mitkonsekratoren waren der Bischof von Goulburn, John Gallagher, und sein Bruder Patrick Vincent Dwyer, Bischof von Maitland.
In seiner Amtszeit wurde 1925 die St Michael's Cathedral in Wagga Wagga fertiggestellt. 1932 nahm er am Eucharistischen Weltkongress in Dublin teil. Dwyer starb am 11. Oktober 1939 in Wagga Wagga an Koronarer Herzkrankheit und wurde in der Kathedrale beigesetzt.
Wie sein Bruder war auch Joseph Dwyer kulturell sehr interessiert. Er sprach fließend italienisch und befasste sich mit der Botanik der australischen Pflanzenwelt. Seit 1920 war er Mitglied der Linnean Society von New South Wales.